# Let's Sing 2020
Let's Sing 2020 (Let's Sing 12 en España) es el noveno juego de la serie de Let's Sing exclusivamente enfocado en el canto, desarrollado por Ravens Court y publicado por Voxler, para PlayStation 4, Nintendo Switch y Xbox One. Su lanzamiento oficial fue el 25 de octubre de 2019, para las plataformas PlayStation 4 y Nintendo Switch. En América fue lanzado el 28 de mayo de 2020 en las consolas anunciadas incluyendo la Xbox One.

## Modos de juego
- Clásico: Canta solo o junto con sus amigos. Canta las notas correctas para sumar la mayor cantidad de puntos, ¿puedes llegar el puntaje más alto?
- Mix Tape 2.0: Mezcla diferentes extractos de canciones junto con este innovador modo de juego. Cada mezcla se genera dinámicamente y, por lo tanto, garantiza una lista de reproducción que nunca se repite y es muy divertida. Crea tus propios mixtapes con tus canciones favoritas con el creador de mixtape.
- Featuring: ¡Encuentra tu pareja perfecta! Cuanto mejor canten juntos, mayor será su “puntaje de compatibilidad”. Canta con amigos y familiares o también forma un equipo con tu ídolo en el modo para un jugador.
- Jukebox: Relájate después de tu sesión de canto con una lista de canciones para tu próxima fiesta.
- World Contest: ¡Enfréntate al mundo! Intenta llegar a la cima de la leaderboard o simplemente diviértete con tus amigos: elige un jugador al que quieras desafiar e intenta derrotar a otros cantantes en línea. El juego muestra el rendimiento de los otros jugadores como si estuvieran cantando juntos.
- Let's Party: Ocho jugadores, dos equipos y modos de juego elegidos al azar llevarán el factor de fiesta Let's Sing al siguiente nivel.

### Versiones del juego
El juego presenta, por lo menos tres versiones diferentes del mismo:
- Versión alemana: Contiene 35 canciones en el juego, siendo canciones reconocidas internacionalmente 25 de ellas y 10 de ellas, son de origen alemán.
- Versión española-latina: Contiene 35 canciones en el juego, siendo canciones reconocidas internacionalmente 20 de ellas y 15 de ellas, son en idioma español, teniendo canciones entre latinas y españolas.
- Versión francesa: Contiene 40 canciones en el juego, siendo canciones reconocidas internacionalmente y también de origen francés.

## Características
- Lista de reproducción sólida con 30 éxitos internacionales y videos musicales originales
- Canta solo o con hasta cuatro jugadores
- Elige entre un máximo de 4 teléfonos inteligentes o 2 micrófonos USB + 2 auriculares o 2 micrófonos USB + 2 SingStar-Mics (PS4)
- Elige entre un máximo de 4 teléfonos inteligentes, 2 micrófonos USB y 1 auricular (Xbox One y Switch)
- Seis modos de juego emocionantes: Clásico, Mixtape 2.0, Feat., Jukebox, World Contest y Party Mode
- Let’s Sing Microphone para teléfonos inteligentes compatibles así como cualquier micrófono compatible con las plataformas (PS4: USB, micrófono SingStar y aurícula PS; Switch: USB para el modo TV y auriculares para el modo portátil).
- Sube en la leaderboard en línea y obtén más paquetes de canciones en la tienda en línea como Best of ‘90s, Party Classics y más.

## Lista de canciones

### Versión alemana
Let's Sing 2020 se compone los siguientes 35 sencillos musicales:
| Canción                                     | Artista                                             | Año  |
| ------------------------------------------- | --------------------------------------------------- | ---- |
| "99 Luftballons"                            | Nena                                                | 1983 |
| "Am seidenen Faden"                         | Tim Bendzko                                         | 2013 |
| "Angels"                                    | Robbie Williams                                     | 1997 |
| "Be Alright"                                | Dean Lewis                                          | 2018 |
| "Das Beste"                                 | Silbermond                                          | 2006 |
| "Don't Call Me Up"                          | Mabel                                               | 2019 |
| "FRIENDS"                                   | Marshmello & Anne-Marie                             | 2018 |
| "Ich bin bereit"                            | Helene Fischer                                      | 2016 |
| "Immer wenn wir uns sehn"                   | LEA, Cyril                                          | 2018 |
| "Je ne parle pas français (Beatgees Remix)" | Namika ft. Black M                                  | 2018 |
| "Love Someone"                              | Lukas Graham                                        | 2018 |
| "Musik sein"                                | Namika ft. Black M                                  | 2016 |
| "Natural"                                   | Imagine Dragons                                     | 2018 |
| "No Roots"                                  | Alice Merton                                        | 2016 |
| "Numb"                                      | Linkin Park                                         | 2003 |
| "One Kiss"                                  | Calvin Harris & Dua Lipa                            | 2018 |
| "Regenbogenfarben"                          | Kerstin Ott                                         | 2018 |
| "Rise"                                      | Jonas Blue ft. Jack & Jack                          | 2018 |
| "Say You Won't Let Go"                      | James Arthur                                        | 2016 |
| "Shotgun"                                   | George Ezra                                         | 2018 |
| "Someone You Loved"                         | Lewis Capaldi                                       | 2018 |
| "Speechless"                                | Robin Schulz ft. Erika Sirola                       | 2018 |
| "Stitches"                                  | Shawn Mendes                                        | 2015 |
| "Sweet But Psycho"                          | Ava Max                                             | 2018 |
| "That's What I Like"                        | Bruno Mars                                          | 2017 |
| "The Show Must Go On"                       | Queen                                               | 1992 |
| "These Days"                                | Rudimental ft. Jess Glynne, Macklemore & Dan Caplen | 2018 |
| "This Girl"                                 | Kungs vs. Cookin' on 3 Burners                      | 2018 |
| "Wannabe"                                   | Spice Girls                                         | 1996 |
| "Wenn du liebst"                            | Clueso ft. Kat Frankie                              | 2016 |
| "Wir 2 immer 1"                             | Vanessa Mai                                         | 2018 |
| "Wolves"                                    | Selena Gomez & Marshmello                           | 2017 |
| "You Give Love a Bad Name"                  | Bon Jovi                                            | 1986 |
| "Zu dir"                                    | LEA                                                 | 2018 |

### Versión inglesa y estadounidense
Let's Sing 2020 se compone los siguientes 30 sencillos musicales
| Canción                    | Artista                                             | Año  |
| -------------------------- | --------------------------------------------------- | ---- |
| "Angels"                   | Robbie Williams                                     | 1997 |
| "Be Alright"               | Dean Lewis                                          | 2018 |
| "Counting Stars"           | OneRepublic                                         | 2013 |
| "Don't Call Me Up"         | Mabel                                               | 2019 |
| "FRIENDS"                  | Marshmello & Anne-Marie                             | 2018 |
| "Katchi"                   | Ofenbach ft. Nick Waterhouse                        | 2017 |
| "Leave a Light On"         | Tom Walker                                          | 2017 |
| "Let You Love Me"          | Rita Ora                                            | 2018 |
| "Love Someone"             | Lukas Graham                                        | 2018 |
| "Mama"                     | Jonas Blue ft. William Singe                        | 2017 |
| "Maneater"                 | Nelly Furtado                                       | 2006 |
| "Natural"                  | Imagine Dragons                                     | 2018 |
| "No Lie"                   | Sean Paul ft. Dua Lipa                              | 2016 |
| "No Roots"                 | Alice Merton                                        | 2016 |
| "Numb"                     | Linkin Park                                         | 2003 |
| "One Kiss"                 | Calvin Harris & Dua Lipa                            | 2018 |
| "Rise"                     | Jonas Blue ft. Jack & Jack                          | 2018 |
| "Say You Won't Let Go"     | James Arthur                                        | 2016 |
| "Shotgun"                  | George Ezra                                         | 2018 |
| "Someone You Loved"        | Lewis Capaldi                                       | 2018 |
| "Speechless"               | Robin Schulz ft. Erika Sirola                       | 2018 |
| "Stitches"                 | Shawn Mendes                                        | 2015 |
| "Sweet But Psycho"         | Ava Max                                             | 2018 |
| "That's What I Like"       | Bruno Mars                                          | 2017 |
| "The Show Must Go On"      | Queen                                               | 1992 |
| "These Days"               | Rudimental ft. Jess Glynne, Macklemore & Dan Caplen | 2018 |
| "This Girl"                | Kungs vs. Cookin' on 3 Burners                      | 2018 |
| "Wannabe"                  | Spice Girls                                         | 1996 |
| "Wolves"                   | Selena Gomez & Marshmello                           | 2017 |
| "You Give Love a Bad Name" | Bon Jovi                                            | 1986 |

### Versión española y latina
Let's Sing 12 se compone los siguientes 35 sencillos musicales:
| Canción                    | Artista                                             | Año  |
| -------------------------- | --------------------------------------------------- | ---- |
| "Angels"                   | Robbie Williams                                     | 1997 |
| "Be Alright"               | Dean Lewis                                          | 2018 |
| "Calma (Remix)"            | Pedro Capó & Farruko                                | 2019 |
| "Con calma"                | Daddy Yankee ft. Snow                               | 2018 |
| "Cuando nadie te ve"       | Morat                                               | 2018 |
| "Don't Call Me Up"         | Mabel                                               | 2019 |
| "FRIENDS"                  | Marshmello & Anne-Marie                             | 2018 |
| "Imposible"                | Luis Fonsi & Ozuna                                  | 2018 |
| "La player"                | Zion & Lennox                                       | 2018 |
| "Let You Love Me"          | Rita Ora                                            | 2018 |
| "Lo malo"                  | Aitana & Ana Guerra                                 | 2018 |
| "Love Someone"             | Lukas Graham                                        | 2018 |
| "Maneater"                 | Nelly Furtado                                       | 2006 |
| "Natural"                  | Imagine Dragons                                     | 2018 |
| "No Lie"                   | Sean Paul ft. Dua Lipa                              | 2016 |
| "Numb"                     | Linkin Park                                         | 2003 |
| "One Kiss"                 | Calvin Harris & Dua Lipa                            | 2018 |
| "Rise"                     | Jonas Blue ft. Jack & Jack                          | 2018 |
| "Say You Won't Let Go"     | James Arthur                                        | 2016 |
| "Shotgun"                  | George Ezra                                         | 2018 |
| "Someone You Loved"        | Lewis Capaldi                                       | 2018 |
| "Speechless"               | Robin Schulz ft. Erika Sirola                       | 2018 |
| "Stitches"                 | Shawn Mendes                                        | 2015 |
| "Sweet But Psycho"         | Ava Max                                             | 2018 |
| "Teléfono"                 | Aitana                                              | 2018 |
| "Te echo de menos"         | Beret                                               | 2019 |
| "That's What I Like"       | Bruno Mars                                          | 2017 |
| "The Show Must Go On"      | Queen                                               | 1992 |
| "These Days"               | Rudimental ft. Jess Glynne, Macklemore & Dan Caplen | 2018 |
| "This Girl"                | Kungs vs. Cookin' on 3 Burners                      | 2018 |
| "Usted"                    | Juan Magán ft. Mala Rodríguez                       | 2019 |
| "Vaina loca"               | Ozuna, Manuel Turizo                                | 2018 |
| "Wannabe"                  | Spice Girls                                         | 1996 |
| "Wolves"                   | Selena Gomez & Marshmello                           | 2017 |
| "You Give Love a Bad Name" | Bon Jovi                                            | 1986 |

### Versión francesa
Let's Sing 2020 se compone los siguientes 40 sencillos musicales, de los cuales 15 son canciones internacionales y 25 son de idioma francés.
| Canción                        | Artista                                             | Año  |
| ------------------------------ | --------------------------------------------------- | ---- |
| "À la vie à l'amour"           | Soprano                                             | 2018 |
| "À nos souvenirs"              | Trois Cafés Gourmands                               | 2018 |
| "Allez reste"                  | Boulevard des Airs ft. Vianney                      | 2018 |
| "Amsterdam"                    | Jacques Brel                                        | 1964 |
| "Angels"                       | Robbie Williams                                     | 1997 |
| "Chocolat"                     | Lartiste ft. Awa Imani                              | 2017 |
| "Don't Call Me Up"             | Mabel                                               | 2019 |
| "Et si on parlait d'amour"     | Emmanuel Moire                                      | 2019 |
| "Foule sentimentale"           | Alain Souchon                                       | 1993 |
| "FRIENDS"                      | Marshmello & Anne-Marie                             | 2018 |
| "Je te déteste"                | Vianney                                             | 2014 |
| "L'hymne de nos campagnes"     | Tryo                                                | 2019 |
| "La bohème"                    | Charles Aznavour                                    | 1965 |
| "La marcheuse"                 | Christine and the Queens                            | 2018 |
| "La grenade"                   | Clara Luciani                                       | 2018 |
| "La même"                      | Maître Gims ft. Vianney                             | 2018 |
| "Les Oubliés"                  | Gauvain Sers                                        | 2019 |
| "Les planètes"                 | M. Pokora                                           | 2019 |
| "Libérée délivrée"             | Anaïs Delva                                         | 2013 |
| "Ma dernière lettre"           | David Hallyday                                      | 2018 |
| "Ma philosophie"               | Amel Bent                                           | 2004 |
| "Natural"                      | Imagine Dragons                                     | 2018 |
| "Numb"                         | Linkin Park                                         | 2003 |
| "One Kiss"                     | Calvin Harris & Dua Lipa                            | 2018 |
| "Pour oublier"                 | Kendji Girac                                        | 2018 |
| "Quand la musique est bonne"   | Jean-Jacques Goldman                                | 1982 |
| "Ramenez la coupe à la maison" | Vegedream                                           | 2018 |
| "Sauver l'amour"               | Daniel Balavoine                                    | 1985 |
| "Someone You Loved"            | Lewis Capaldi                                       | 2018 |
| "Speechless"                   | Robin Schulz ft. Erika Sirola                       | 2018 |
| "Speed"                        | Zazie                                               | 2018 |
| "Sweet But Psycho"             | Ava Max                                             | 2018 |
| "Ta main"                      | Claudio Capéo                                       | 2018 |
| "Ta marinière"                 | Hoshi                                               | 2017 |
| "That's What I Like"           | Bruno Mars                                          | 2017 |
| "The Show Must Go On"          | Queen                                               | 1992 |
| "These Days"                   | Rudimental ft. Jess Glynne, Macklemore & Dan Caplen | 2018 |
| "This Girl"                    | Kungs vs. Cookin' on 3 Burners                      | 2018 |
| "Wannabe"                      | Spice Girls                                         | 1996 |
| "Wolves"                       | Selena Gomez & Marshmello                           | 2017 |

## DLC
Let's Sing 2020, contiene aproximadamente 9 DLCs individuales, las cuales están disponibles desde la primera versión del Let's Sing y en cada nueva versión se agrega un DLC con nuevas canciones, para esta versión se agrega la categoría Country Hits Song Pack, estos tienen un costo de US$4,99. Cada DLC contiene 5 canciones:
| Canción                                       | Artista                              | Año  | Título                          |
| --------------------------------------------- | ------------------------------------ | ---- | ------------------------------- |
| "All Night Long"                              | Lionel Richie                        | 1983 | Best of 80's Vol. 1 Song Pack   |
| "Come On Eileen"                              | Dexy's Midnight Runners              | 1982 | Best of 80's Vol. 1 Song Pack   |
| "Everybody Wants to Rule the World"           | Tears for Fears                      | 1984 | Best of 80's Vol. 1 Song Pack   |
| "Sacrifice"                                   | Elton John                           | 1989 | Best of 80's Vol. 1 Song Pack   |
| "Tainted Love" (*)                            | Soft Cell (Original de Gloria Jones) | 1981 | Best of 80's Vol. 1 Song Pack   |
| "Don't Leave Me This Way"                     | The Communards                       | 1986 | Best of 80's Vol. 2 Song Pack   |
| "It Must Have Been Love"                      | Roxette                              | 1986 | Best of 80's Vol. 2 Song Pack   |
| "Kids in America"                             | Kim Wilde                            | 1981 | Best of 80's Vol. 2 Song Pack   |
| "Total Eclipse Of The Heart"                  | Bonnie Tyler                         | 1983 | Best of 80's Vol. 2 Song Pack   |
| "Wake Me Up Before You Go-Go"                 | Wham!                                | 1984 | Best of 80's Vol. 2 Song Pack   |
| "Barbie Girl"                                 | Aqua                                 | 1997 | Best of 90's Vol. 1 Song Pack   |
| "Friday I'm in Love"                          | Alanis Morissette                    | 1996 | Best of 90's Vol. 1 Song Pack   |
| "Ironic"                                      | The Cure                             | 1992 | Best of 90's Vol. 1 Song Pack   |
| "Never Ever"                                  | All Saints                           | 1997 | Best of 90's Vol. 1 Song Pack   |
| "Nothing Compares 2 U"                        | Sinéad O'Connor                      | 1990 | Best of 90's Vol. 1 Song Pack   |
| "Cotton Eye Joe"                              | Rednex                               | 1994 | Best of 90's Vol. 2 Song Pack   |
| "Freed from Desire"                           | Gala                                 | 1996 | Best of 90's Vol. 2 Song Pack   |
| "Lovefool"                                    | The Cardigans                        | 1996 | Best of 90's Vol. 2 Song Pack   |
| "Pump Up the Jam"                             | Technotronic                         | 1990 | Best of 90's Vol. 2 Song Pack   |
| "Rhythm of the Night"                         | Corona                               | 1993 | Best of 90's Vol. 2 Song Pack   |
| "Crazy Little Thing Called Love"              | Queen                                | 1979 | Party Classics Vol. 1 Song Pack |
| "(I Can't Help) Falling In Love With You" (*) | UB40 (Original de Elvis Presley)     | 1993 | Party Classics Vol. 1 Song Pack |
| "Our House"                                   | Madness                              | 1982 | Party Classics Vol. 1 Song Pack |
| "Upside Down"                                 | Diana Ross                           | 1980 | Party Classics Vol. 1 Song Pack |
| "Zombie"                                      | The Cranberries                      | 1994 | Party Classics Vol. 1 Song Pack |
| "Blue Monday"                                 | New Order                            | 1984 | Party Classics Vol. 2 Song Pack |
| "Heart of Glass"                              | Blondie                              | 1979 | Party Classics Vol. 2 Song Pack |
| "Mad World"                                   | Tears for Fears                      | 1985 | Party Classics Vol. 2 Song Pack |
| "Take On Me"                                  | a-ha                                 | 1985 | Party Classics Vol. 2 Song Pack |
| "We Will Rock You"                            | Queen                                | 1977 | Party Classics Vol. 2 Song Pack |
| "A Thousand Miles"                            | Vanessa Carlton                      | 2001 | Legendary Hits Song Pack        |
| "Bad Romance"                                 | Lady Gaga                            | 2009 | Legendary Hits Song Pack        |
| "Boys Don't Cry"                              | The Cure                             | 1979 | Legendary Hits Song Pack        |
| "I Will Survive"                              | Gloria Gaynor                        | 1978 | Legendary Hits Song Pack        |
| "The Fear"                                    | Lily Allen                           | 2008 | Legendary Hits Song Pack        |
| "No Money"                                    | Galantis                             | 2016 | Chart Hits Song Pack            |
| "Perfect Strangers"                           | Jonas Blue ft. JP Cooper             | 2016 | Chart Hits Song Pack            |
| "Reality"                                     | Lost Frequencies ft. Janieck Devy    | 2015 | Chart Hits Song Pack            |
| "Sweet Lovin'"                                | Sigala                               | 2015 | Chart Hits Song Pack            |
| "Tears"                                       | Clean Bandit                         | 2016 | Chart Hits Song Pack            |
| "I Drive Your Truck"                          | Lee Brice                            | 2012 | Country Hits Song Pack          |
| "I Hope You Dance"                            | Lee Ann Womack                       | 2000 | Country Hits Song Pack          |
| "In Hell I'll Be in Good Company"             | The Dead South                       | 2014 | Country Hits Song Pack          |
| "Love You Like That"                          | Canaan Smith                         | 2014 | Country Hits Song Pack          |
| "When I Call Your Name"                       | Vince Gill                           | 1989 | Country Hits Song Pack          |

- Un "(*)" indica que la canción es un cover del original.